# Schronisko Idziego
Schronisko Idziego (węg. Egyed-menház, słow. Egidova chata, niem. Aegidihütte) – schronisko górskie w Dolinie Kieżmarskiej w Tatrach Wysokich istniejące w ostatniej ćwierci XIX wieku.

## Historia
Zawiązane w 1873 roku Węgierskie Towarzystwo Karpackie (MKE) od początku swojego istnienia postulowało wybudowanie schronu turystycznego nad brzegiem Zielonego Stawu Kieżmarskiego, jednak początkowo nie dysponowało odpowiednimi funduszami, by plany te zrealizować – wygospodarowano jedynie kwotę 200 złotych, która nie była wystarczająca z uwagi na trudno dostępny teren, w którym miano prowadzić prace. Niejako w zastępstwie zdecydowano się na wzniesienie niewielkiej chaty na Pastwie (słow. Rakúska poľana) w Dolinie Przednich Koperszadów, na którą prowadziły ścieżki pasterskie z podtatrzańskich miejscowości. Dwuizbowy niezagospodarowany obiekt powstał w ciągu dwóch tygodni na przełomie czerwca i lipca 1876 roku. Na cześć Egyeda Berzeviczyego, jednego z założycieli MKE i inicjatora budowy chaty otrzymał miano Schroniska Idziego (Egyed-menház). Dla członków klubu noclegi w budynku były bezpłatne, choć przyjmowano też nieobowiązkowe darowizny. Wobec wzrastającej liczby osób przechodzących szlakiem z Jaworzyny do Kieżmarku, Białej Spiskiej czy Wielkiej Łomnicy sąsiedztwo bezpłatnego noclegu budziło niezadowolenie baców z mieszczących się nieopodal koszarów bialskiego i kieżmarskiego – liczyli oni bowiem na zarobek przy udostępnianiu noclegów w swoich szałasach. Korzystając z braku stałego gospodarza schroniska, regularnie niszczono zatem tak konstrukcję chaty Idziego, jak i jej wyposażenie.
W tym stanie rzeczy w 1880 roku MKE przy pomocy miasta Kieżmarku rozebrało szałas i przeniosło go na północny brzeg Zielonego Stawu (na Pastwie turystom udostępniono jedną izbę w kieżmarskim szałasie). Nie zmieniono jednak zasad funkcjonowania schroniska – wciąż był to obiekt niezagospodarowany, a przez to podatny był na uszkodzenia. W 1882 roku jesienna wichura zerwała dach i wyłamała drzwi wejściowe. Rok później budynek spłonął (podejrzewano podłożenie ognia). W 1884 roku obiekt został wzniesiony na nowo przez cieśli ze Zdziaru. Powstała wówczas dwuizbowa chata z przedsionkiem. Po trzech latach zdecydowano się na przeniesienie jej na południowy brzeg jeziora, gdzie miała być mniej narażona na porywiste wiatry. W 1890 roku spłonął dach schroniska, który następnie szybko odnowiono. Jednak jesienią po raz kolejny obiekt padł ofiarą pożaru, który tym razem zniszczył go doszczętnie.
Po tych zdarzeniach MKE podjęło decyzję o wzniesieniu nowego, kamiennego obiektu, który stanął w 1897 roku. Początkowo od imienia fundatora, arcyksięcia Fryderyka Habsburga nazywano go Schroniskiem Fryderyka (Frigyes-menház), później zaś utrwaliła się nazwa Schronisko nad Zielonym Stawem.